# Lars Gejl
Lars Gejl (* 30. Juli 1962) ist ein dänischer Naturfotograf und Sachbuchautor. Zu seinen Veröffentlichungen zählen u. a. Bildhandbücher der europäischen Watvögel und Greifvögel.

## Veröffentlichungen (Auswahl)
- FUGLEfelthåndbogen. Gyldendal, Kopenhagen 2010, ISBN 978-8-702-08783-3.
- Kend Fuglen. Gyldendal, Kopenhagen 2012, ISBN 978-8-702-12958-8.
- mit Ger Meesters: Fugle ved kysten. Gyldendal, Kopenhagen 2014, ISBN 978-8-702-16545-6.
- Europas vadefugle. Gyldendal, Kopenhagen 2015, ISBN 978-8-702-17159-4.
  - deutsche Übersetzung: Die Watvögel Europas. 3. Auflage, Haupt Verlag, Bern 2024, ISBN 978-3-258-08391-9.
- Rovfugleguiden. Gyldendal, Kopenhagen 2018, ISBN 978-8-702-21375-1.
  - deutsche Übersetzung: Europas Greifvögel: Das Bildhandbuch zu allen Arten. 2. Auflage, Haupt Verlag, Bern 2019, ISBN 978-3-258-08153-3.
- Nordeuropas fugle. Gyldendal, Kopenhagen 2019, ISBN 978-8-702-28443-0.
- Rovfugle & ugler i Europa. Gyldendal, Kopenhagen 2021, ISBN 978-8-702-32331-3.